# 이름 없는 괴물
「이름 없는 괴물」(名前のない怪物)은 EGOIST의 3번째 싱글이다. 2012년 12월 5일에 Sony Records로부터 발매되었다.

## 개요
전작 「The Everlasting Guilty Crown」으로부터 약 9개월만의 릴리스가 되는 2012년 2 작목의 싱글. 표제곡은, 텔레비전 애니메이션 「PSYCHO-PASS」의  엔딩 테마에 기용되었다. 판매 형태는 초회 한정반, 통상반의 2종 릴리스로, 전자에는 표제곡의 PV 및 「PSYCHO-PASS」논크레딧 ED의 「NIGHT version」와「DAY version」이 수록되고 있다. 덧붙여서 제작은 2012년의 7월 무렵부터 행해졌다.

## 수록곡
1. prelude [0:37]
작곡·편곡：クラッシャー木村(크러셔 키무라)
ryo 가라사대 「장례식같은 느낌의 인트로」를 모두에 넣어 2곡째 이후에 악곡이 개시되는 것으로 유즈리하 이노리가 부활하는 느낌을 표현하고 싶었다고 한다[2].
2. 이름이 없는 괴물(名前のない怪物) [5:17]
작사·작곡·편곡：ryo
후지 텔레비전 계 「노이타미나」 애니메이션 「PSYCHO-PASS」전기 엔딩 테마
EGOIST의 보컬인 이노리가 사념체가 되어 다른 세상의 것을 보고 부르는 노래라는 이미지의 곡으로, EDM을 의식해 쓰여졌다. 템포는 애니메이션 송을 의식한 적도 있어, 통상의 것보다 빠르게 설정되어 있다[1].
3. 카나데나루(カナデナル) [4:17]
작사·작곡·편곡：ryo
근사한 곡이나 멋있는 곡은 커플링에 맞지 않는다고 생각했기 때문에, 아이슬랜드의 가수, 뵤크의 「호모 적합」이나 「댄서 인 더 다크」의 고딕조로 변박자의 작풍을 의식해 쓰여졌다[2].
4. 이름 없는 괴물 （TV Edit 92s ver） [1:42]
5. 이름 없는 괴물 -Instrumetal-
6. 카나데나루 -Instrumetal-
7. 이름 없는 괴물 (TV Edit 92s ver） -Instrumetal-

DVD（초회 한정반만）
1. 이름 없는 괴물（Music Video）
2. 「PSYCHO-PASS 사이코패스」Ending 논크레딧 무비 <NIGHT version>
3. 「PSYCHO-PASS 사이코패스」Ending 논크레딧 무비 <DAY version>

## 출전
1. 1 2  ryo (2012년 12월 5일). 《ナタリー - [Power Push] ryo（EGOIST / supercell）インタビュー (1/4)》. (인터뷰).  “ナタリー”. 2012년 12월 27일에 확인함.
2. 1 2  ryo (2012년 12월 5일). 《<ナタリー - [Power Push] ryo（EGOIST / supercell）インタビュー (2/4)》. (인터뷰).  “ナタリー”. 2012년 12월 27일에 확인함.